# Michael Hofmann de Boer
Michael Hofmann de Boer (* 30. Oktober 1950) ist ein deutscher Musiker und Filmkomponist aus München.
Michael Hofmann de Boer ist seit Beginn 1966 als Multiinstrumentalist und Sänger bei der Band Sahara tätig. Seit 1990 schreibt er Musik für deutschsprachige Fernsehproduktionen, so komponierte er 2001 den Titelsong Forever and Ever der Serie Samt und Seide.

## Filmografie (Auswahl)
- 1991: Ausgetrickst
- 1993: Liebe ist Privatsache (Fernsehserie, 6 Folgen)
- 1993: Das Paradies am Ende der Berge
- 1993: Der blaue Diamant
- 1994–1996: Florida Lady (Fernsehserie)
- 1995–1996: Der Alte (Fernsehserie, 5 Folgen)
- 1996: Solange es die Liebe gibt (Fernsehserie, 9 Folgen)
- 1997: Sophie – Schlauer als die Polizei (Fernsehserie, 14 Folgen)
- 2000: Polizeiruf 110 – Böse Wetter
- 2000–2005: Samt und Seide (Fernsehserie)
- 2001: Ein Vater zum Verlieben
- 2001: Jenny & Co. (Fernsehserie, 12 Folgen)
- 2001: Liebe unter weißen Segeln
- 2003–2017: Die Rosenheim-Cops (Fernsehserie, 263 Folgen)
- 2004–2014: Das Traumhotel (Fernsehserie, 18 Folgen)
- 2006–2010: Da kommt Kalle (Fernsehserie, 12 Folgen)
- 2008: Wenn wir uns begegnen
- 2012: Mein verrücktes Jahr in Bangkok
- 2012: Oma wider Willen